# 大羅任
大羅任（烏克蘭語：Великий Рожин），是烏克蘭西南部伊萬諾-弗蘭科夫斯克州科西夫区库季市镇内的村落。距離科西夫18公里，始建於1496年，面積33.05平方公里，2001年人口1,571。